# Камынинский сельсовет (Пензенская область)
Камынинский сельсовет — сельское поселение в Белинском районе Пензенской области Российской Федерации.
Административный центр — село Камынино.

## История
Статус и границы сельского поселения установлены Законом Пензенской области от 2 ноября 2004 года № 690-ЗПО «О границах муниципальных образований Пензенской области».
22 декабря 2010 года в соответствии с Законом Пензенской области № 1992-ЗПО в состав сельсовета включены территории упразднённого Верхнеполянского сельсовета.

## Население
| 2002  | 2010  | 2012  | 2013  | 2014  | 2015  | 2016  |
| ----- | ----- | ----- | ----- | ----- | ----- | ----- |
| 1087  | ↘900  | ↗1602 | ↘1580 | ↘1526 | ↘1506 | ↘1482 |
| 2017  | 2018  | 2021  |       |       |       |       |
| ↘1441 | ↘1387 | ↘1222 |       |       |       |       |

## Состав сельского поселения
| № | Населённый пункт | Тип населённого пункта       | Население |
| - | ---------------- | ---------------------------- | --------- |
| 1 | Верхние Поляны   | село                         | ↘447      |
| 2 | Гай-Шарапино     | посёлок                      | 4         |
| 3 | Камынино         | село, административный центр | ↘434      |
| 4 | Кузьминовка      | деревня                      | 3         |
| 5 | Нижние Поляны    | село                         | ↘171      |
| 6 | Ростовка         | деревня                      | 119       |
| 7 | Тархово          | село                         | ↘463      |